# کارلوس بوئنو
کارلوس بوئنو (اسپانیایی: Carlos Bueno‎؛ زادهٔ ۱۰ مهٔ ۱۹۸۰) بازیکن فوتبال اهل اروگوئه است.

## باشگاهی
از باشگاه‌هایی که در آن بازی کرده‌است می‌توان به بوکا جونیورز، اسپورتینگ لیسبون، سن لورنزو، باشگاه فوتبال پنیارول، باشگاه فوتبال رئال سوسیداد، باشگاه فوتبال کرتارو، یونیورسیداد شیلی، بوکا جونیورز، آرژانتینوس جونیورز و پاری سن ژرمن اشاره کرد.

## تیم ملی
وی همچنین در تیم ملی فوتبال اروگوئه بازی کرده است.